# Радлє-об-Драві
Радлє-об-Драві (словен. Radlje ob Dravi) — поселення в общині Радлє-об-Драві, Регіон Корошка, Словенія. Висота над рівнем моря: 371 м.